# جشنواره بین‌المللی فیلم اروتیک بارسلون
جشنواره بین‌المللی فیلم اروتیک بارسلون (انگلیسی: Barcelona International Erotic Film Festival) یک جشنوارهٔ فیلم پورنوگرافی است که سالانه در کشور اسپانیا برگزار می‌گردد. این جشنواره، قدیمی‌ترین جشنوارهٔ فیلم بزرگسالان در اروپا است.